# Lingua kven
La lingua Kven (kvääni o kväänin kieli; kainu o kainun kieli) è un dialetto della lingua finlandese parlato nella Norvegia settentrionale dalle persone di etnia Kven. Per ragioni storiche e politiche ha ricevuto lo status di lingua minoritaria nel 2005 secondo le disposizioni della Carta europea delle lingue regionali o minoritarie. Linguisticamente, in ogni caso, risulta essere un dialetto presentante una mutua intelligibilità con la lingua finlandese, e viene riunito nel gruppo dei dialetti di Peräpohjola come la lingua meänkieli, parlata nella regione del Tornedalen in Svezia.
La lingua Kven ha nel tempo incorporato molti termini derivanti dalla lingua norvegese, come la parola tyskäläinen, derivante dal norvegese tysk, parola usata per indicare la nazionalità tedesca, invece di saksalainen presente nel finlandese standard. La lingua Kven presenta inoltre alcune vecchie parole finlandesi, non più utilizzate in Finlandia.

## Fonologia
La fonologia della lingua è più o meno la stessa del finlandese. Nonostante tutto, la lingua Kven presenta ancora la lettera /ð/, oramai rimpiazzata nel finlandese standard dalla lettera /d/. Per fare un esempio, la parola meiđän (nostro), in finlandese standard viene scritto meidän.

### Vocali
La lingua Kven presenta 16 vocali, se si includono anche le versioni lunghe di quest'ultime.
|                 | Anteriori   | Anteriori       | Posteriori  | Posteriori |
| Non Arrotondate | Arrotondate | Non Arrotondate | Arrotondate |            |
| Chiuse          | i iː        | y yː            |             | u uː       |
| Semi Chiuse     | e eː        | ø øː            |             | o oː       |
| Aperte          | æ æː        |                 | ɑ ɑː        |            |

La lunghezza delle vocali, nella scrittura, è indicata raddoppiando la lettera, ad esempio ‹yy›=/yː/ and ‹öö›=/øː/.
I grafemi rappresentanti /ø/, /æ/ e /ɑ/ sono rispettivamente: ‹ö›, ‹ä› e ‹a›.

### Consonanti
La lingua presenta 14 consonanti, che si ritrovano nei vocaboli tradizionali, e 4 altre consonanti trovate nei prestiti linguistici.
|               |               | Bilabiali | Labiodentali | Dentali | Alveolari | Postalveolari | Palatali | Velari | Gutturali |
| ------------- | ------------- | --------- | ------------ | ------- | --------- | ------------- | -------- | ------ | --------- |
| Nasali        | Nasali        | m         |              |         | n         |               |          | ŋ      |           |
| Occlusive     | Sorde         | p         |              |         | t         |               |          | k      |           |
| Occlusive     | Sonore        | (b)       |              |         | (d)       |               |          | (ɡ)    |           |
| Fricative     | Sorde         |           | f            |         | s         | (ʃ)           |          |        | h         |
| Fricative     | Sonore        |           |              | ð       |           |               |          |        |           |
| Monovibranti  | Monovibranti  |           |              |         | r         |               |          |        |           |
| Approssimanti | Approssimanti |           | ʋ            |         | l         |               | j        |        |           |

/b, d, ɡ, ʃ/ sono trovate solo in prestiti linguistici.
/ʋ/ e /ʃ/ sono rispettivamente rappresentate con ‹v› e ‹š›.
/ð/ è rappresentata da ‹đ›.
/ŋ/ è rappresentata, nella scrittura, tramite ‹n› se seguita da /k/, and ‹ng› se nella sua versione lunga. Ad esempio, ‹nk›=/ŋk/ e ‹ng›=/ŋː/.
La geminazione, ovvero la forma allungata delle lettere, viene rappresentata nella scrittura duplicando la consonante il questione, ad esempio ‹mm›=mː e ‹ll›= lː

## Esempio
| Kven | Finlandese | Traduzione letterale in Italiano |
| --- | --- | --- |
| Kvääninkieli oon se kieli mitä kväänit oon puhuhneet ja vielä tääpänäki puhhuuvat, ja mikä oon säilyny ruottalaistumisen ja norjalaistumisen läpi minuriteettikielenä. Minun mielestä Torniolakson «meiän kieliki» oon vanhaa kvääninkieli tahi vanhaala meiđän kielelä kaihnuunkieli. | Kveenin kieli on se kieli, jota kveenit ovat puhuneet ja vielä tänä päivänäkin puhuvat, ja joka on säilynyt ruotsalaistumisen ja norjalaistumisen läpi vähemmistökielenä. Minun mielestäni Torniolaakson "meänkielikin" on vanhaa kveenin kieltä tai vanhalla meidän kielellämme kainun kieltä. | La lingua Kven è la lingua che gli Kven hanno parlato e tutt'oggi parlano, e che è sopravvissuta tramite la Svezia e la Norvegia come lingua minoritaria. Io credo che la meänkieli di Meänmaa sia anche un'antica versione della lingua Kven o come nella nostra antica lingua, lingua Kainu. |